# George Weinberg
George Henry Weinberg (* 17. Mai 1929 in Manhattan, New York City; † 20. März 2017 ebenda) war ein US-amerikanischer Psychologe, Psychotherapeut und Autor mehrerer Bücher.

## Biografie
In New York City traf er in den 1960er Jahren Mitglieder der Gay Activists Alliance. Als er deren Kampf um die Anerkennung der Rechte von homosexuellen Menschen beobachtete, verwandte er das Wort homophobia. Das Wort setzte sich in den kommenden Jahren weltweit als Bezeichnung durch, um die Ablehnung homosexueller Menschen zu beschreiben.
Nach eigenen Aussagen begann Weinberg das Wort etwa ab 1966 oder 1967 zu verwenden, nach Nichols Aussagen ab 1967, in diesem Fall eine Zusammensetzung aus den griechischen Wörtern homós („gleich“) und Phobie („Furcht“). Das Wort veröffentlichte Weinberg 1972 in seinem Buch Society and the Healthy Homosexual.
Nach den Erinnerungen Weinbergs dachte er im September 1965 bei der Vorbereitung eines Vortrages auf einer Veranstaltung der East Coast Homophile Organizations (ECHO) über die Tatsache nach, dass viele heterosexuelle Psychoanalytiker damals starke negative persönliche Reaktionen zeigten, wenn sie außerhalb des klinischen Umfeldes mit Homosexuellen zusammen waren, und es kam ihm die Idee, dass dies als Phobie beschrieben werden könne.

„Ich prägte das Wort „homophobia“ um auszudrücken, dass es eine Furcht vor Homosexuellen war…. Es war eine Furcht vor Homosexuellen, welche mit einer Furcht vor Verseuchung verbunden zu sein schien, einer Furcht davor, die Dinge, für die man kämpfte - Heim und Familie - abzuwerten. Es war eine religiöse Furcht und es hatte zu großer Unmenschlichkeit geführt, wie es die Furcht immer macht.“

Weinberg veröffentlichte weitere Werke in verschiedenen Themenbereichen. Er schrieb zwölf Bücher, unter anderen das Werk Statistics: An Intuitive Approach, das in den folgenden Jahrzehnten von vielen Studenten gelesen wurde. Des Weiteren schrieb Weinberg das Buch Self Creation und zwei Bücher über Shakespeare, unter anderem das Buch Will Power: Using Shakespeare's Insights to Transform Your Life? sowie das Werk Why Men Won't Commit. Weinberg schrieb für verschiedene Fachmagazine und wird von der Zeitschrift Cosmopolitan oftmals zitiert. Weinberg schrieb für Fernsehsendungen, so zuletzt 2006 für die Sendung Keith Ablow Show.
George Weinberg war verheiratet und hatte mehrere Kinder.

## Werke
- The Action Approach, New York: St. Martin's Press, 1969
- The Heart of Psychotherapy: A Journey into the Mind and Office of a Therapist at Work, New York: St. Martin's Press, 1984, wiederaufgelegt 1996
- Invisible Masters: Compulsions and the Fear that Drives Them, New York: Grove/Atlantic Press, 1993
- Nearer to the Heart's Desire, New York. Grove/Atlantic Press, 1992
- Numberland, New York: St. Martin's Press, 1987
- The Pliant Animal: Understanding the Greatest Human Asset, New York: St. Martin's Press, 1981
- Self Creation, New York: St. Martin's Press, 1978
- Shakespeare in Love, New York: St. Martin's Press, 1991
- Society and the Healthy Homosexual, New York: St. Martin's Press, 1972, wiederaufgelegt 1983
- Statistics: An Intuitive Approach, Belmont, Kalifornien: Brook's/Cole, vierter Druck, 1981
- The Taboo Scarf, New York: St. Martin's Press, 1990
- Why Men Won't Commit: Getting what you Both Want Without Playing Games, New York: Atria Books, 2003

### Gemeinsam mit Dianne Rowe
- The Projection Principle. St. Martin’s Press, New York 1988
- Will Power! Using Shakespeare’s Insights to Transform Your Life. St. Martin’s Press, New York 1996

## Auszeichnungen
- Outstanding Achievement Award, 1986[6]